# Synagris aequatorialis
Synagris aequatorialis är en stekelart som beskrevs av Henri Saussure 1852. Synagris aequatorialis ingår i släktet Synagris och familjen Eumenidae. Inga underarter finns listade i Catalogue of Life.